# Peter Olof Liljewalch
Peter Olof Liljewalch, född den 24 januari 1807 i Lund, död den 5 juni 1877 i Stockholm, var en svensk läkare. Han var son till Carl F. Liljewalch.
Liljewalch promoverades till medicine doktor vid Lunds universitet 1836 och var docent i obstetrik i Lund 1837–1838. Han blev kirurgie magister vid Karolinska institutet i Stockholm 1838 och tjänstgjorde därefter som bataljonsläkare vid Svea livgarde och sjukhusläkare vid allmänna garnisonssjukhuset. Liljewalch blev livmedikus hos änkedrottning Desideria 1844 och hos kung Oskar 1847. År 1848 utnämndes han till regementsläkare vid Svea livgarde och överfältläkare vid Stockholms garnison och 1859 till förste livmedikus hos kung Karl. Liljewalch var tillförordnat medicinalråd 1864–1872.